# Leskia bibens
Leskia bibens là một loài ruồi trong họ Tachinidae.